# Ferdinando Fontana

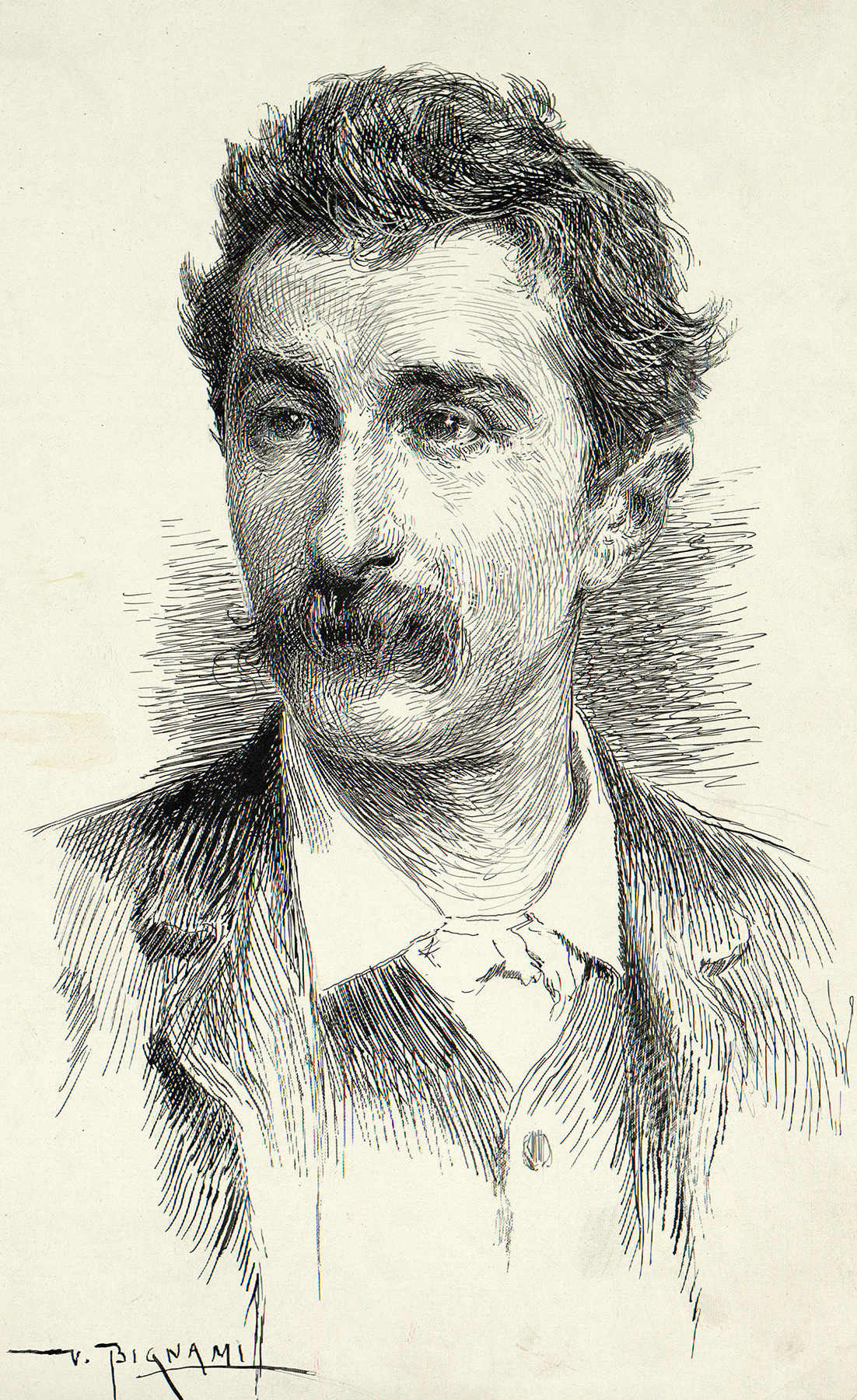
Ferdinando Fontana

Ferdinando Fontana (* 30. Januar 1850 in Mailand; † 10. Mai 1919 in Lugano) war ein italienischer Dramatiker, Librettist, Lyriker und Übersetzer.

## Leben

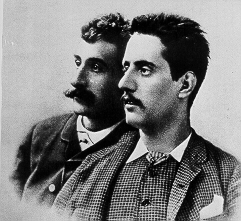
Ferdinando Fontana (links) und Giacomo Puccini, um 1885

Fontana war Sohn eines Malers. Mit sieben Jahren trat er in die Schule der Barnabiten ein. Nach dem Tod der Mutter musste er die Ausbildung abbrechen, um mit Gelegenheitsarbeiten zum Lebensunterhalt der Familie beizutragen. Beim Corriere della Sera erhielt er eine Anstellung als Korrekturleser, später als Journalist. 1878/79 war er Berlin-Korrespondent der Gazzetta Piemontese (heute La Stampa).
In Mailand gehörte Ferdinando Fontana der Künstlergruppe Scapigliatura an. Neben seinen journalistischen Arbeiten publizierte er Reiseberichte, Theatertexte und Lyrik, zum Teil auch in Mundart. Bekannt ist er vor allem durch seine von Giacomo Puccini vertonten Opernlibretti Le Villi (UA 1884) und Edgar (UA 1889).
Nach dem Mailänder Arbeiteraufstand von 1898, den er als engagierter Sozialist unterstützt hatte, floh Fontana in die Schweiz. Dort lebte er zurückgezogen bis zu seinem Tod. Unterkunft fand er in Montagnola in der Casa Camuzzi, die später der Wohnsitz von Hermann Hesse wurde.

## Werke

### Dramen

#### Libretti
- El marchionn di gamb avert. Oper. Musik: Enrico Bernardi. UA 14. Juli 1875 Mailand
- Il conte di Montecristo. (Der Graf von Monte Cristo; Ergänzung des unvollendeten Librettos von Emilio Praga). Oper. Musik: Raffaele Dell’Aquila. UA 14. Juni 1876 Mailand
- Maria e Taide Oper. Musik: Nicolò Massa. UA August 1876
- Il violino del diavolo. Oper. Musik: Agostino Mercuri. UA 12. September 1878 Cagliari
- Aldo e Clarenza. Oper. Musik: Nicolò Massa. UA 11. April 1878
- La Simona. Oper. Musik: Benedetto Junck (1852–1903). UA 1878 Mailand
- Odio. (1878/1879). Oper (für Amilcare Ponchielli; nicht vertont)
- Maria Tudor. Oper (Emilio Praga zugeschrieben?). Musik: Antônio Carlos Gomes. UA 27. März 1879 Mailand (Teatro alla Scala)
- Il bandito. Oper. Musik: Emilio Ferrari. UA 5. Dezember 1880 Casale Monferrato
- La leggenda d’un rosajo. Kantate. Musik: Enrico Bertini (1883)
- Anna e Gualberto. Oper. Musik: Luigi Mapelli (1855–1913). UA 4. Mai 1884 Mailand
- Le Villi. Oper. Musik: Giacomo Puccini. UA 31. Mai 1884 Mailand (Teatro Dal Verme)
- Il Natale. Racconti messi in musica. Musik: Giulio Ricordi (1840–1912; unter dem Pseudonym Jules Burgmein) (~1884)
- Il Valdese. Oper. Musik: Giuseppe Ippolito Franchi-Verney. UA 3. Dezember 1885 Turin
- Flora mirabilis. Oper. Musik: Spyros Samaras. UA 16. Mai 1886 Mailand (Teatro Carcano)
- Il bacio. Oper. Musik: Enrico Bertini (1886, nicht aufgeführt)
- Il profeta del Korasan. (Mocanna). Oper. Musik: Guglielmo Zuelli (1859–1941) (1886, nicht aufgeführt)
- Notte d’aprile. Oper. Musik: Emilio Ferrari. UA 4. Februar 1887 Mailand
- Colomba. Oper. Musik: Vittorio Radeglia. UA 15. Juni 1887 Mailand
- Annibale. Ballett. Musik: Romualdo Marenco (1841–1907) (1888)
- Asrael. Oper. Musik: Alberto Franchetti. UA 11. Februar 1888 Reggio Emilia
- Edgar. Oper. Musik: Giacomo Puccini. UA 21. April 1889 Mailand (Teatro alla Scala)
- Zoroastro. Oper. Musik: Alberto Franchetti (1890, Fragment)
- Il tempo. (Die Zeit). Ballett. Musik: Riccardo Bonicioli. UA 3. Januar 1891
- Lionella. Oper. Musik: Spyros Samaras. UA 4. April 1891 Mailand
- Theora. Oper. Musik: Ettore Edoardo Trucco. UA 14. Februar 1894
- Duettin d’amore Oper (zusammen mit Gaetano Sbodio [(1844–1920)]). Musik: Emilio Ferrari (1895)
- La forza d’amore. Oper. Musik: Arturo Buzzi-Peccia (1854–1943). UA 6. März 1897 Turin
- Il signor di Pourceaugnac. Oper. Musik: Alberto Franchetti. UA 10. April 1897 Mailand
- Mal d’amore. Oper. Musik: Angelo Mascheroni (1855–1905). UA 30. April 1898 Mailand
- La lampada. Oper. Musik: Ubaldo Pacchierotti (1875–1916). UA 16. Dezember 1899
- La notte di Natale. Oper. Musik: Alberto Gentile. UA 29. Dezember 1900
- Il calvario. Oper. Musik: Edoardo Bellini. UA 25. Juni 1901 Mailand
- Maria Petrowna. Oper. Musik: João Gomes de Araújo (1846–1943) (1903). UA Januar 1929
- La nereide. Oper. Musik: Ulisse Trovati. UA 14. November 1911
- Caccia proibita. Operette in 3 Akten. Musik (1918): Enrico Dassetto
- Don Cecè. Commedia (Komische Oper) in 3 Akten. Musik (1919): Enrico Dassetto
- Sandha. Oper. Musik: Felice Lattuada (1882–1962). UA 21. Februar 1924 Genua
- Elda. (undatiert)
- La Simona. Poemetto lirico. Musik: Benedetto Junck (1852–1903) (undatiert)

#### Theaterstücke
- La Pina Madamin (1875). Komödie in 2 Akten (im Mailänder Dialekt)
- La Statôa del sciôr Incioda (1889). Komödie (im Mailänder Dialekt)
- Nabuco (1893). Schauspiel in 4 Akten

### Lyrik
- Gedichte und Verserzählungen
- Canto dell’odio (1878; Giosuè Carducci gewidmet)

#### Vertonte Gedichte
- È morto Pulcinella! („Signore belle, voi mi dimandate…“). Musik: Paolo Tosti (1881; für Gesang und Klavier)
- Nonna,… sorridi?… („Nonna, nonnina mia, ti voglio dire…“). Musik: Paolo Tosti (1881; für Gesang und Klavier)
- Senza di te! („Fra i cento murmuri – dell’ora bruna…“). Musik: Paolo Tosti (1881/82)
- lombardische Canzonen und Romanzen, vertont von Nicolò Massa u. a.
- Inno al Ticino (Hymne des Kantons Tessin). Musik (1899): Romualdo Marenco (1841–1907). – (Auch vertont von Enrico Dassetto [1952]?)

### Übersetzungen
- Pietro Eleazar: Medge. Musik: Spyros Samaras. Premiere: 11. Dezember 1888 Rom (Teatro Constanzi)
- Victor Léon und Leo Stein: La vedova allegra (Die lustige Witwe). Operette. Musik: Franz Lehár
- Alfred Maria Willner und Robert Bodanzky: Il conte di Lussemburgo (Der Graf von Luxemburg). Operette. Musik: Franz Lehár
- Alfred Maria Willner und Robert Bodanzky: Amore di zingaro (Zigeunerliebe). Operette. Musik: Franz Lehár
- Victor Léon: Il figlio del principe (Das Fürstenkind). Operette. Musik: Franz Lehár
- Leo Stein: Sangue polacco (Polenblut). Operette. Musik: Oskar Nedbal
- Leo Stein und Karl Lindau: Il mangiadonne (Der Frauenfresser) Operette. Musik: Edmund Eysler